# Proktológia

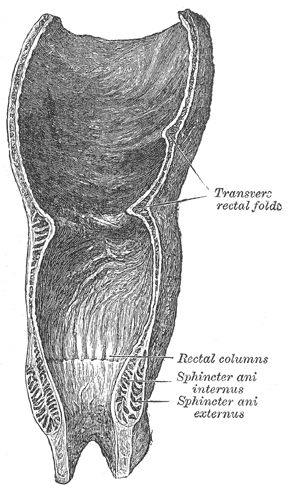
A végbél (feltárva)

A proktológia a végbél betegségeivel foglalkozó tan, illetve az általános sebészetnek a végbél betegségeinek vizsgálatára és kezelésére szakosodott területe. 
Vizsgálja és kezeli – más betegségek mellett – az aranyeret, a végbél környezetének gyulladásos folyamatait, jó- és rosszindulatú daganatait, a béltraktus alsó szakaszának, a végbélnek a különféle elváltozásait a sok kellemetlenséget okozó berepedéstől a végbélrák alattomos, panaszmentes kialakulásáig.